# Street King Immortal
 (décembre 2019).
Albums de 50 Cent
Animal Ambition
(2014)
Singles
1. Get Low Featuring Jeremih , 2Chainz , T.I
Sortie : 22 mai 2015

Street King Immortal est le sixième album studio de 50 Cent prévu pour le 16 septembre 2014 puis repoussé pour le mois de septembre 2015. En juillet 2021, 50 Cent confirme en interview qu'il a finalement abandonné ce projet.

## Historique
Cet album était annoncé depuis des années comme étant le 5e album studio du rappeur. Il s'est intitulé The Return of the Heartless Monster, Black Magic, puis 5 (Murder by Numbers) (finalement sorti en mixtape). Initialement prévu pour le 30 juillet 2013, le 3 juin 2014 50 Cent profite de sortir un Street Album nommé Animal Ambition. Street King Immortal a finalement été repoussé au mois de septembre 2015 puis pour 2016.

## Titres annoncés
- Major Distribution (featuring Snoop Dogg & Young Jeezy, produit par Soul Professa) – 4:24
- Lighters (featuring Chris Brown, produit par DJ Felli Fel)
- Champions (featuring Eminem)[3]
- Get Low (featuring Jeremih, 2Chainz & T.I, Produit par Remo The Hitmaker) - 4:11
- 9 Shots - 02:13